# Águilas de San Luis
Las Águilas de San Luis eran un equipo profesional estadounidense de hockey sobre hielo y un antiguo miembro de la Liga Nacional de Hockey (NHL) con sede en San Luis. Las Águilas duraron sólo un año, jugando en la temporada 1934-35 de la NHL.

## Otros sitios web
- Resultados en hockeydb.com

- Datos: Q642399